# Passaggio all'età adulta

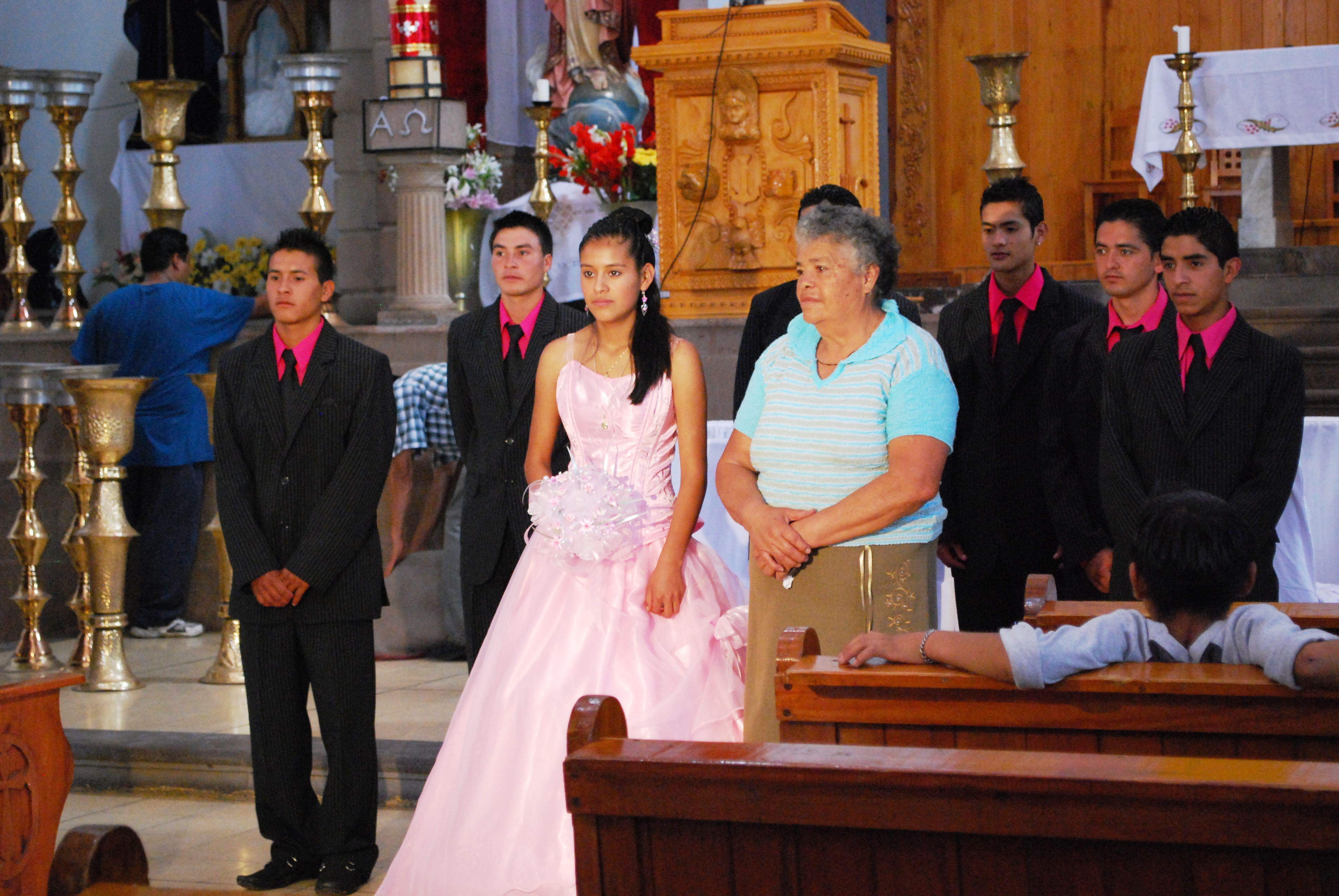
Quinceañera

Il passaggio all'età adulta o passaggio alla maggiore età è la transizione di un individuo dall'infanzia all'età adulta.

## Descrizione
Il passaggio all'età adulta varia da una società all'altra, così come le modalità in cui esso si verifica. Può infatti trattarsi di una semplice convenzione legale o far parte di un determinato rituale o evento di natura spirituale. In molte società del passato e in alcune contemporanee il raggiungimento della maggiore età è associato con la pubertà, più nello specifico con il menarca o il semenarca. In altre, il cambiamento è associato a un'età di responsabilità religiosa. Nelle società occidentali le convenzioni giuridiche moderne stabiliscono dei punti relativi alla fine dell'adolescenza e l'inizio della prima età adulta, quando gli adolescenti non sono più considerati minori e hanno tutti i diritti e le responsabilità di un adulto.

## Nel diritto

### In Italia
Secondo il Dispositivo dell'art. 2 del Codice civile:

## Nella cultura di massa

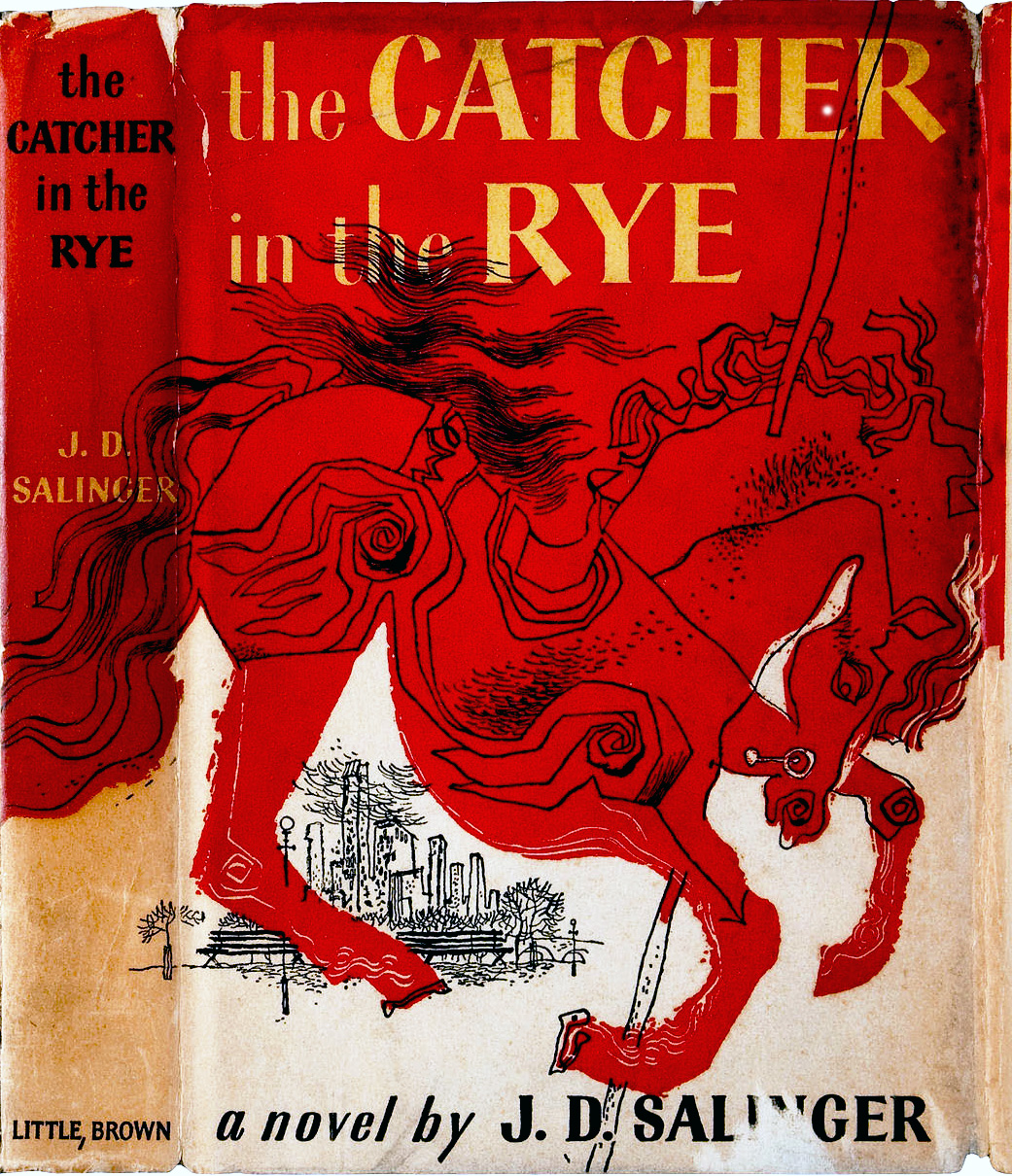
Copertina della prima edizione di Il giovane Holden di J. D. Salinger, esempio di romanzo sul tema del passaggio all'età adulta.

Il tema del passaggio all'età adulta è al centro di molti romanzi, opere teatrali, film per ragazzi e videogiochi. Un sottogenere di questo filone è il romanzo di formazione o Bildungsroman.